# Randazzo
Randazzo (Ṙṙannazzu in siciliano) è un comune italiano di 10 037 abitanti della città metropolitana di Catania in Sicilia.

## Geografia fisica

### Territorio
Sorge sul versante nord dell'Etna, a 765 m sul livello del mare, sull'ultimo ciglione lavico di una colata preistorica, erosa dalle acque dell'Alcantara, che scorre ai piedi del suddetto ciglione. È un nodo strategico da cui sono facilmente raggiungibili i centri di Catania (65 km), Messina (73 km), e Enna (105 km).
Randazzo si collega con la costa jonica attraverso lo sbocco sulla litoranea di Fiumefreddo di Sicilia, da cui dista 30 km; e con la costa tirrenica attraverso lo sbocco sulla litoranea di Capo d'Orlando, da cui dista 60 km.
Presenta due frazioni principali: Montelaguardia (a est del paese) e Murazzo Rotto (a ovest dell'abitato).
Il territorio presenta una vasta exclave denominata Spanò sita al confine con la provincia di Enna, tra i comuni di Adrano, Centuripe, Regalbuto e Troina.

## Origini del nome
Il toponimo non ha un'etimologia chiara. In Idrisi si trova r(a)ndaǧ e in greco bizantino Ῥανδάκιον, Rhandákion. È stata proposta una derivazione dal nome personale greco Ῥενδάκης, Rhendákēs sul modello di Renda, da Ῥένδης, Rhéndēs, riduzione di Λαυρέντιος, Lauréntios, ma è ipotesi ardita.

## Storia

### L'origine del nome e l'origine della città

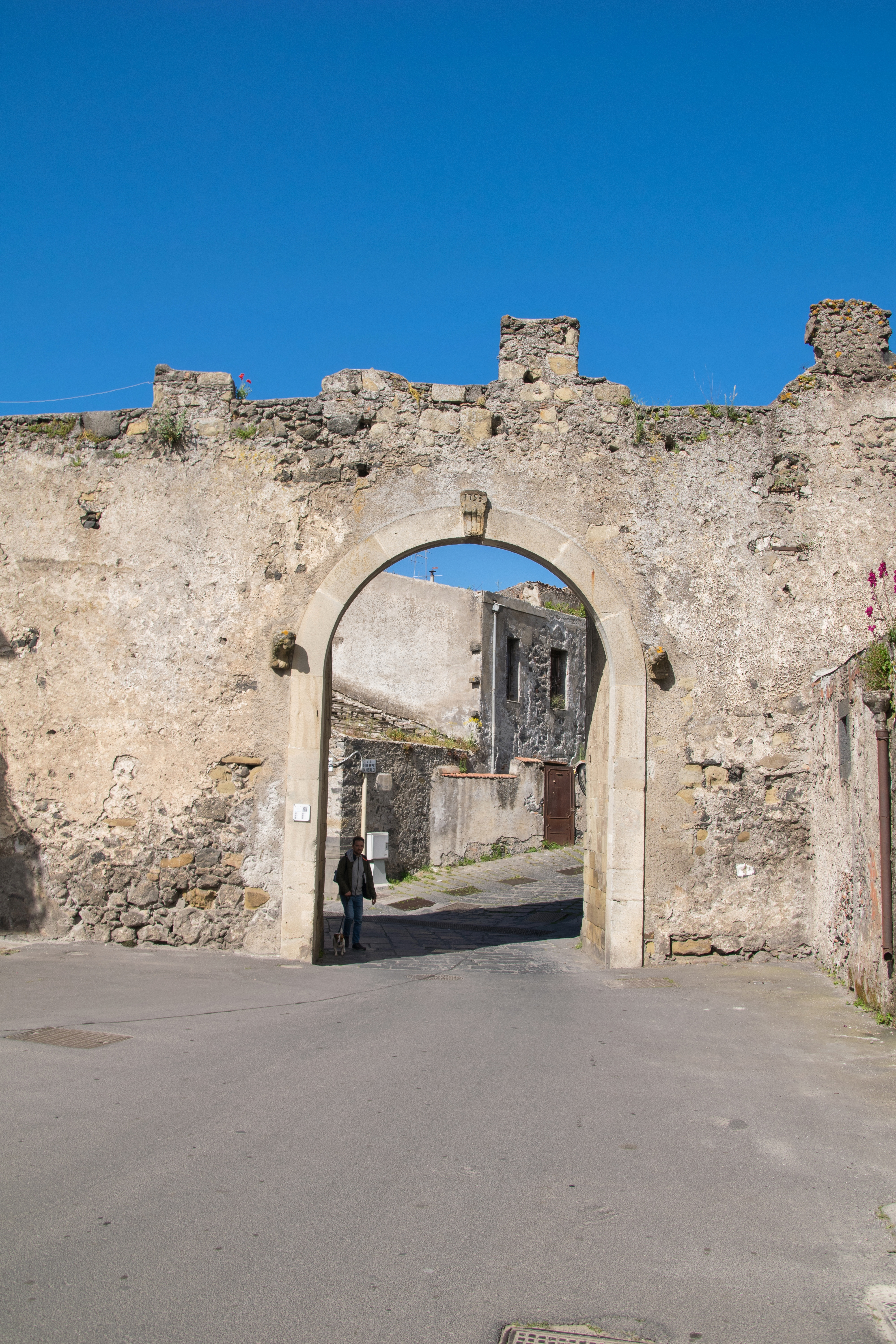
Porta di San Martino di epoca medioevale

Di origine prettamente medioevale, giace però su un territorio in cui si sono incontrate le più disparate civiltà: greci, romani, bizantini, ebrei, arabi, normanni, aragonesi hanno lasciato tracce di alto valore documentario ed artistico in essa.
Le antiche mura e i resti di un bagno che ancora oggi rimangono a Randazzo, ci attestano che qui c'era un centro di abitazione sin dal tempo dei Romani in Sicilia, anzi l'Arezzo, Filoteo degli Omodei, il Riccioli ed altri vogliono che Randazzo fosse abitata prima delle colonie greche.
Della cittadina, che si trova a 754 m s/m, sembra accertata, tuttavia, la presenza di insediamenti umani nel territorio dell'attuale Randazzo a partire dal VI secolo a.C., come testimoniano i numerosi reperti archeologici risalenti a quell'epoca rinvenuti nelle contrade S. Anastasia e Mischi. Gli esiti di ulteriori campagne di scavo attesterebbero la persistenza di agglomerati abitati nelle epoche successive fino all'epoca della dominazione araba dell'isola, durante la quale Randazzo pare abbia assunto un rilevante ruolo strategico, mantenuto, in seguito, durante il periodo normanno, al quale risale l'edificazione del presidio munito e della cinta muraria. E fu proprio alla sua particolare posizione strategica nell'itinerario che, dall'interno dell'isola, portava da Palermo a Nicosia per poi diramarsi nelle due direzioni di Catania o Messina che Randazzo dovette la sua configurazione di città possesso del demanio regio e sottratta, per questo, alle infeudazioni. Infatti Randazzo diviene città demaniale della Vallo di Demone e gli viene dato l'appellativo di “Plaena” da Federico II nel Parlamento di Messina dell'anno 1233, e la santa patrona della città è Maria SS. Assunta. Ma l'attuale città è di origine bizantina e infatti a pochi chilometri da Randazzo si possono visitare i ruderi dì antiche chiese bizantine chiamate Cube.
Sino al sec. XVI vi si parlavano tre lingue: il greco nel quartiere San Nicola, il siciliano nel quartiere Santa Maria e il lombardo nel quartiere San Martino, essendosi la città formata dall'unione di tre differenti gruppi etnici; ad opera dei lombardi divenne una roccaforte dei re normanni in lotta contro gli arabi. Randazzo ha conservato quasi interamente il suo aspetto medievale essendo stata sempre risparmiata dal vulcano pur essendo il comune più vicino al cratere centrale dell'Etna (15 km circa).

### Generali Parlamenti di Sicilia tenutisi a Randazzo
1. Il primo sarebbe stato convocato nel Monastero di San Domenico da Federico III di Sicilia detto il Semplice, per sancire la definitiva sottomissione del partito Chiaramontano che faceva capo alla Famiglia Chiaramonte.
2. Il secondo venne indetto da Artale II Alagona, tutore della Regina Maria di Sicilia, per proclamare questa erede al trono di Sicilia, e si tenne nella (Chiesa di San Nicola), dopo il 1377.
3. Il terzo venne convocato dalla Regina Bianca di Navarra il 3 luglio 1411.
4. Il quarto si tenne, sempre nella (Chiesa di San Nicola), nel 1411 sotto Ferdinando I d'Aragona.
5. Il quinto si tenne, sempre nella (Chiesa di San Nicola), nel 1414 sotto Ferdinando I d'Aragona.

### L'eccidio di Randazzo
Il 25 luglio 1920, una folla si recò nel Palazzo Comunale per protestare con il Commissario Prefettizio per la penuria di grano che affliggeva gli strati più deboli della popolazione. La protesta, che s'inseriva all'interno del periodo storico del biennio rosso, andava ad aggiungersi alle tante lotte contadine che erano esplose nel primo dopoguerra in Sicilia. Nel corso delle trattative con le autorità, scoppiarono, all'interno del Palazzo Comunale di Randazzo, dei tumulti che furono sedati da un plotone di carabinieri a furia di fucilate. In via Degli Uffizi (oggi via Degli Archi) rimasero uccise sette persone; decine furono i feriti.

### Seconda guerra mondiale
La particolare collocazione della città come snodo nelle comunicazioni della parte interna della Sicilia, la fece scegliere come sede, nel 1943, del comando militare tedesco durante la seconda guerra mondiale. La città venne quindi bombardata duramente dagli Anglo-Americani e soprattutto le incursioni aeree continuarono a martoriarla dopo l'abbandono dei militari tedeschi. Gli alleati infatti avevano avuto delle informazioni errate e sospettavano che a Randazzo vi fossero nascoste ingenti truppe tedesche.
La città di Randazzo è stata scenario dell’attentato in cui perse la vita il comandante dell’EVIS Antonio Canepa, avvenuto il 17 giugno 1945.

### Simboli
Stemma
Lo stemma è costituito da uno scudo araldico di rosso con la raffigurazione di un leone rampante sulla pianura di verde, sovrastato da una corona e con la scritta "CIVITAS RANDATII".
Gonfalone
(Art. 4 c. 3 dello Statuto comunale)

## Monumenti e luoghi d'interesse

### Architetture religiose
| - Basilica minore di Santa Maria Assunta, 1214. - Chiesa di San Nicolò, XIII secolo. - Chiesa di San Martino, XIII secolo. - Chiesa di San Pietro, già di Santa Maria degli Ammalati, XIII secolo. - Chiesa del Signore della Pietà fuori le mura, XIII secolo. - Santuario di Maria Santissima del Carmelo, 1380, un tempo contiguo al convento di San Michele dell'Ordine carmelitano. - Chiesa di San Giorgio e monastero dell'Ordine benedettino. - Chiesa di Maria Santissima Annunziata, XIV secolo. - Chiesa di Santa Maria dell'Agonia, XIV secolo. - Chiesa di Santa Maria della Misericordia. - Chiesa di Santa Maria della Volta, XIV secolo. - Chiesa di Santa Maria dell'Elemosina, ruderi. - Chiesa di Santa Maria dell'Itria, ruderi. - Chiesa del Santissimo Salvatore o Collegio di San Basilio. - Chiesa di Santa Maria di Porto Salvo e monastero osservante la Regola di San Bernardo, demoliti. | - Chiesa dei Cappuccini e convento dell'Ordine dei frati minori cappuccini. - Chiesa di Santa Maria di Gesù e convento dell'Ordine dei frati minori osservanti. - Chiesa del Sacro Cuore fuori le mura. - Chiesa di San Giacomo, XVI secolo, edificio adibito a scuola musicale. - Chiesa di Santa Barbara. - Chiesa di San Bartolomeo. - Chiesa di Santa Caterina, demolita. - Chiesa di San Francesco di Paola. - Chiesa di San Giovanni Evangelista, ruderi. - Chiesa di San Gregorio. - Chiesa di Santo Stefano, demolita. - Chiesa di San Vito. - Chiesa di Cristo Re, frazione di Montelaguardia. - Chiesa di Santa Caterina e monastero dell'Ordine benedettino, distrutti dai bombardamenti del 1943. Ruderi del tempio, monastero ricostruito. - Chiesa di San Domenico e convento dell'Ordine dei predicatori di San Domenico, 1519. Edifici distrutti dai bombardamenti del 1943. |

### Architetture civili

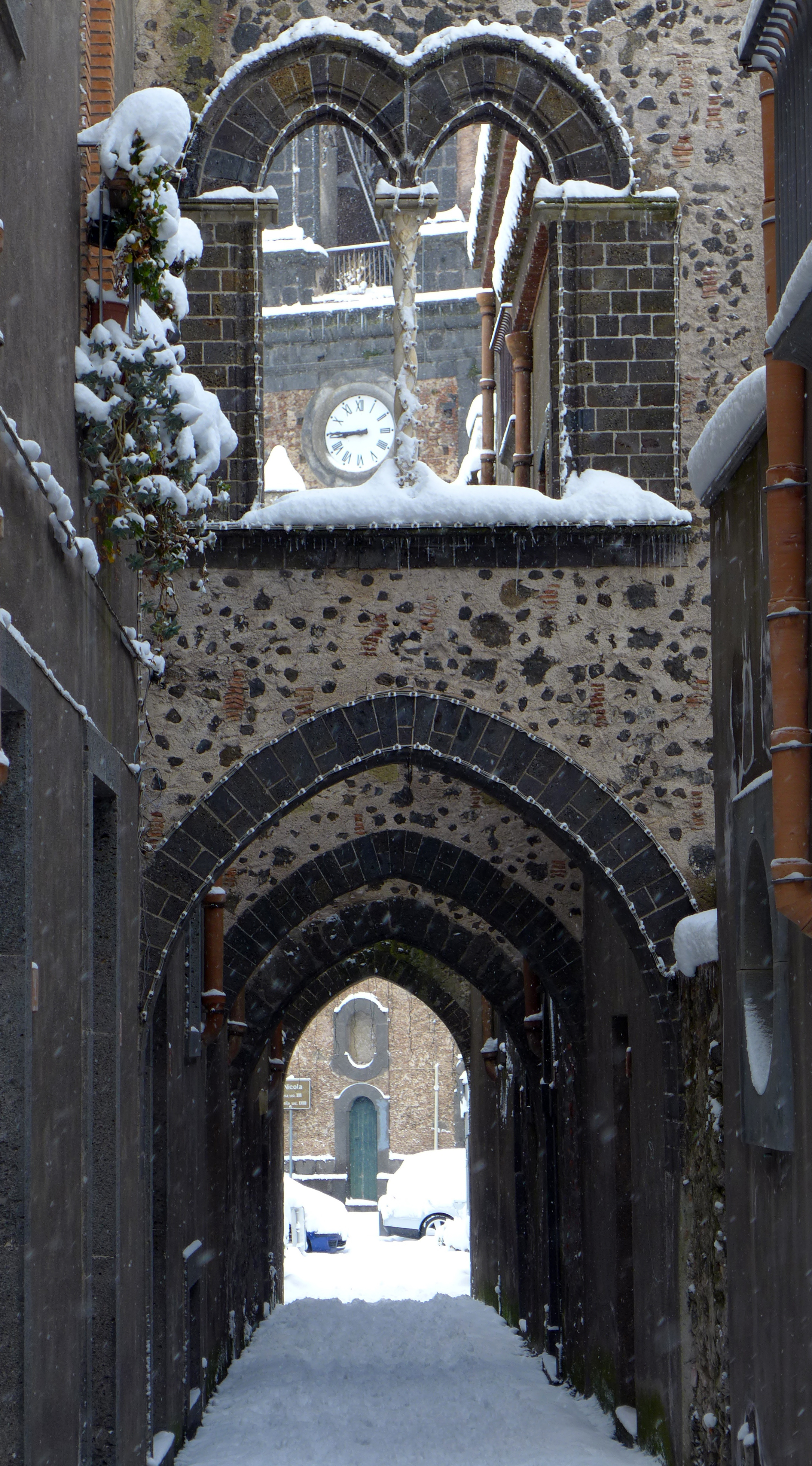
Via degli Archi

#### Palazzo Reale (Casa Scala)
Costruito sotto gli ultimi re normanni. In questo palazzo soggiornarono:
- Giovanna Plantageneta figlia di Enrico II d'Inghilterra e moglie di Guglielmo II di Sicilia;
- Costanza d'Altavilla moglie dell'Imperatore Enrico VI lo svevo;
- Enrico VI di Svevia ;
- Federico II di Svevia;
- tutta la corte aragonese, fra cui Giovanni e Federico III;
- nel 1535 Carlo V d'Asburgo, di passaggio per Randazzo.

Anticamente il comune lo vendette alla famiglia Chillia e poi passò alla famiglia Scala e ancora oggi è segnalato, nei libri d'interesse artistico e turistico, come Casa Scala o Palazzo Scala, ed è sito nel quartiere di San Martino, prospiciente in via Umberto I e confinante da levante con via Vagliasindi e da ponente via Mercurio. In stile gotico, a tre piani fuori terra, composto di un piano terreno con tre arcate di essi ne esiste solo una (Via Volta Scala), di un primo piano pericolante, in seguito al terremoto del 2 gennaio 1693.
“..Fu abbassato del pari il terzo Piano Superiore ove albergò l'Imperatore Carlo V, piccola porzione del quale oggi serve di Casa Comunale, sotto alla quale vi è l'Officina Postale, e la stanza della Guardia Urbana, per il Buon Ordine in questa Città…”
Esso fabbricato aveva dalla parte di prospetto (Via Umberto) sette finestre bifore al primo piano, ed altrettante al secondo piano. Dopo la demolizione del secondo piano, in seguito a modifiche subite da detto palazzo, le finestre del primo piano in parte furono convertiti in finestroni moderni, e solo rimangono delle antiche costruzioni due finestre a colonnine all'angolo sud-ovest di esso fabbricato e la finestra murata (Via Lombardo) da cui si affacciò Carlo V che in suo onore fu chiusa affinché nessuno mai più potesse servirsene.

#### Castello Svevo
Il Castello Svevo, "ex carcere", un torrione inserito nelle mura cittadine, che venne utilizzato come prigione tra il XVII secolo e il 1973. attualmente ospita il Museo Archeologico "Paolo Vagliasindi" dove sono raccolti i reperti ritrovati in contrada S. Anastasia a Randazzo dall'archeologo Paolo Vagliasindi. La collezione, tra le più importanti della Sicilia, comprende pezzi del VI – III secolo a.C. tra cui l'Oinochoe che per la raffigurazione del mito di Fineo è uno dei quattro esemplari rimasti al mondo.
Il Museo è suddiviso in 5 sale:
- nella sala centrale Oinochoe oltre ai pezzi più pregiati della collezione sono esposti oggetti in bronzo e la raccolta numismatica di Paolo Vagliasindi;
- la sala Jonica ospita i pezzi più antichi con reperti di età ionica e corinzia;
- nella sala della Ceramica Nera sono esposti esemplari di età attica ricoperti da vernice nera;
- la sala Attica espone ceramiche di manifattura attica del V secolo a.C.;
- nella sala Ellenistica sono esposte ceramiche di epoca ellenistica del IV secolo a.C.

#### Museo Civico di Scienze Naturali
Il Museo Civico di Scienze Naturali ospita la collezione Ornitologica Priolo composta da 2250 esemplari di uccelli italiani ed esotici tra i quali il Grifone dell'Etna e l'Avvoltoio dagli anelli che, ormai estinti, fino a qualche decennio fa solcavano i cieli dell'Etna e la collezione Naturalistica Lino composta da fossili, minerali, rocce e conchiglie ritrovate in Sicilia.
Il Museo è suddiviso in 6 sale:
- sala n. 1 Geologia (collezione Lino);
- sala n. 2 Fauna Marina (collezione Lino);
- sala n. 3 Fauna Esotica;
- sala n. 4 Uccelli Esotici;
- sala n. 5 Fauna di Sicilia (Diorama del Grifone);
- sala n. 6 Collezione Ornitologica Priolo;[8]

#### Museo dell'Opera dei Pupi
Il museo, inaugurato nel 2015, ospita la collezione di Pupi Siciliani della famiglia Russo. Essa è composta da 37 marionette che rappresentano i personaggi dell'epopea storica della Chanson de Roland. La collezione fu realizzata tra il 1912 e il 1915 dallo scultore Emilio Musumeci e utilizzata dal puparo messinese Ninì Calabrese. La collezione, di grande valore, è servita per allestire una rappresentazione alla presenza del Re Umberto II. La collezione, fino al 2014, è stata ospitata in una sala del Museo Archeologico "Paolo Vagliasindi".

### Altro

#### Parco Polivalente Sciarone
Il Parco Polivalente Sciarone è il polmone verde della città. Si trova a poca distanza dal centro ma immerso nell'ambiente unico del Parco dell'Etna. Nel parco è possibile passeggiare nel “sentiero natura” ed osservare le diverse colate laviche che hanno lambito Randazzo, la flora composta da alberi di betulla, castagno e roverella ed anche la fauna etnea costituita da volpi, istrici, ricci e conigli selvatici che rendono questo ambiente molto suggestivo.
All'interno è anche disponibile un'area attrezzata per pic-nic con 5 punti cottura, 16 tavoli (per un totale di 128 posti a sedere) acqua potabile e 4 servizi igienici.

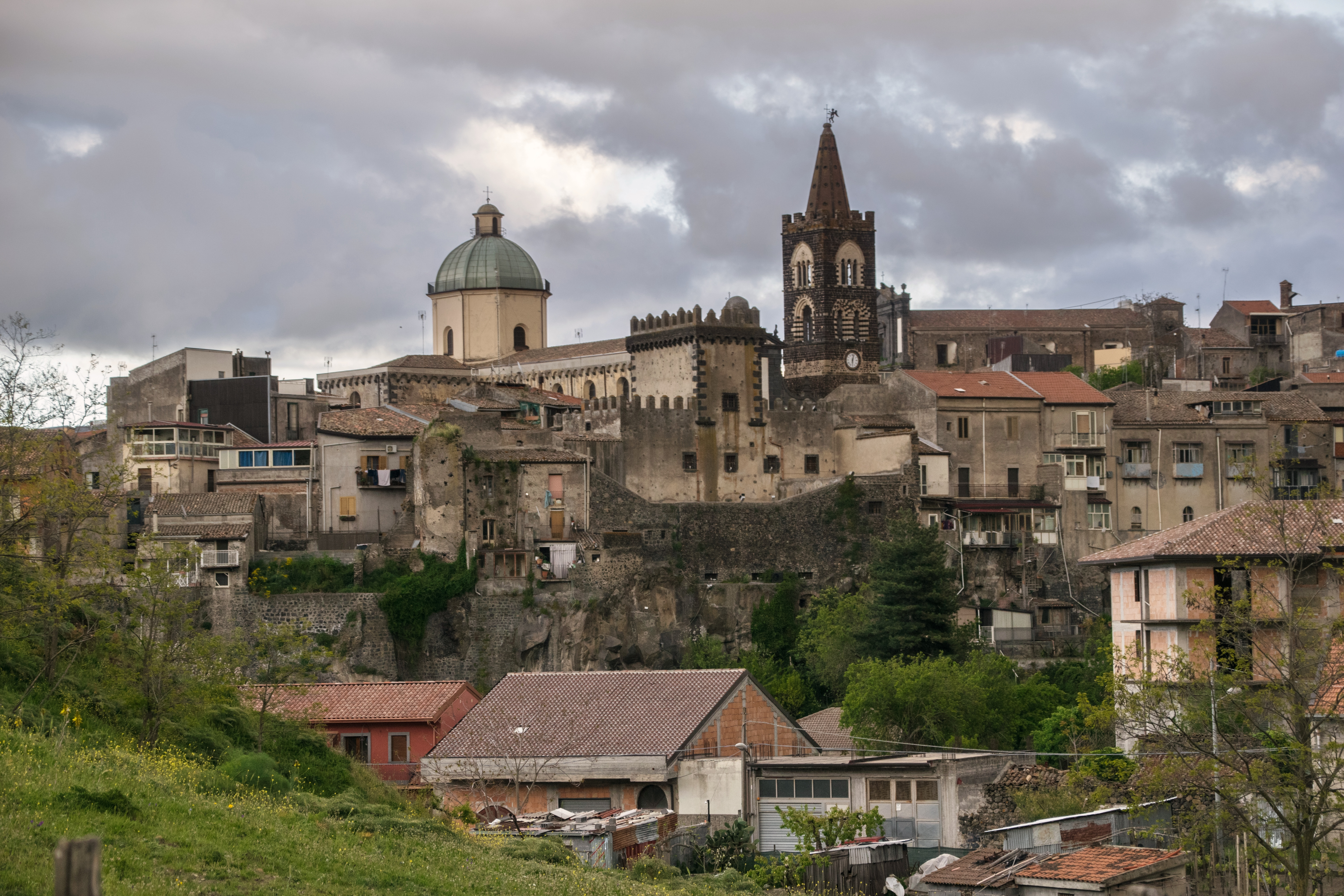
Randazzo
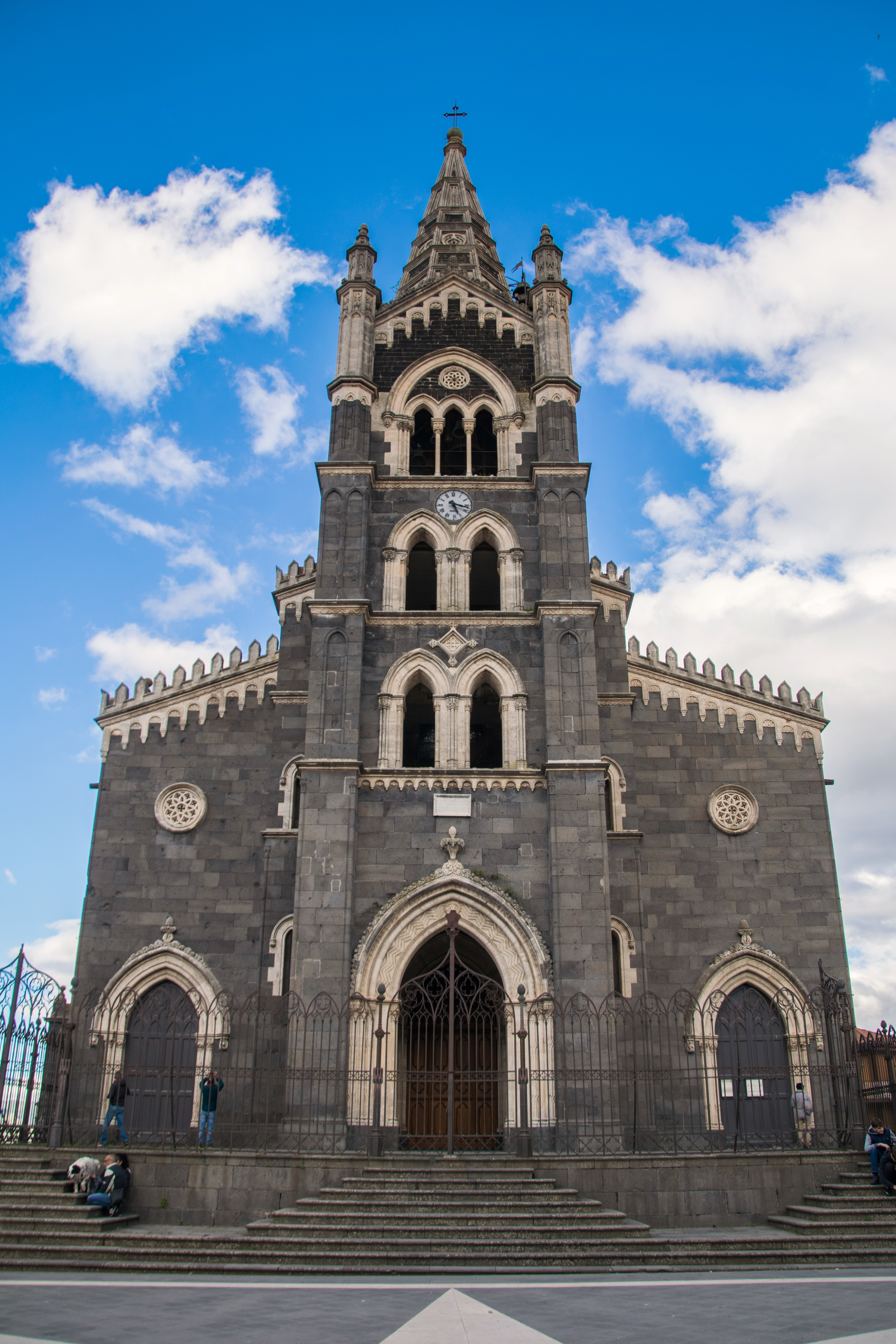
Randazzo, Basilica di Santa Maria Assunta
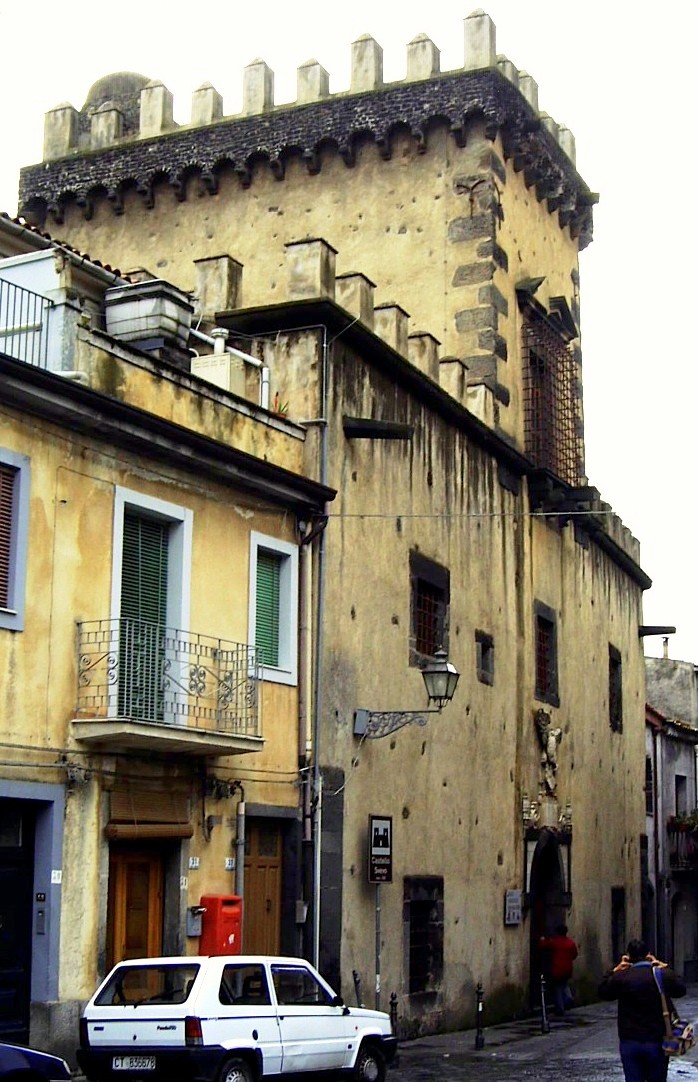
Il Castello Svevo
Palazzo Reale - Casa Scala
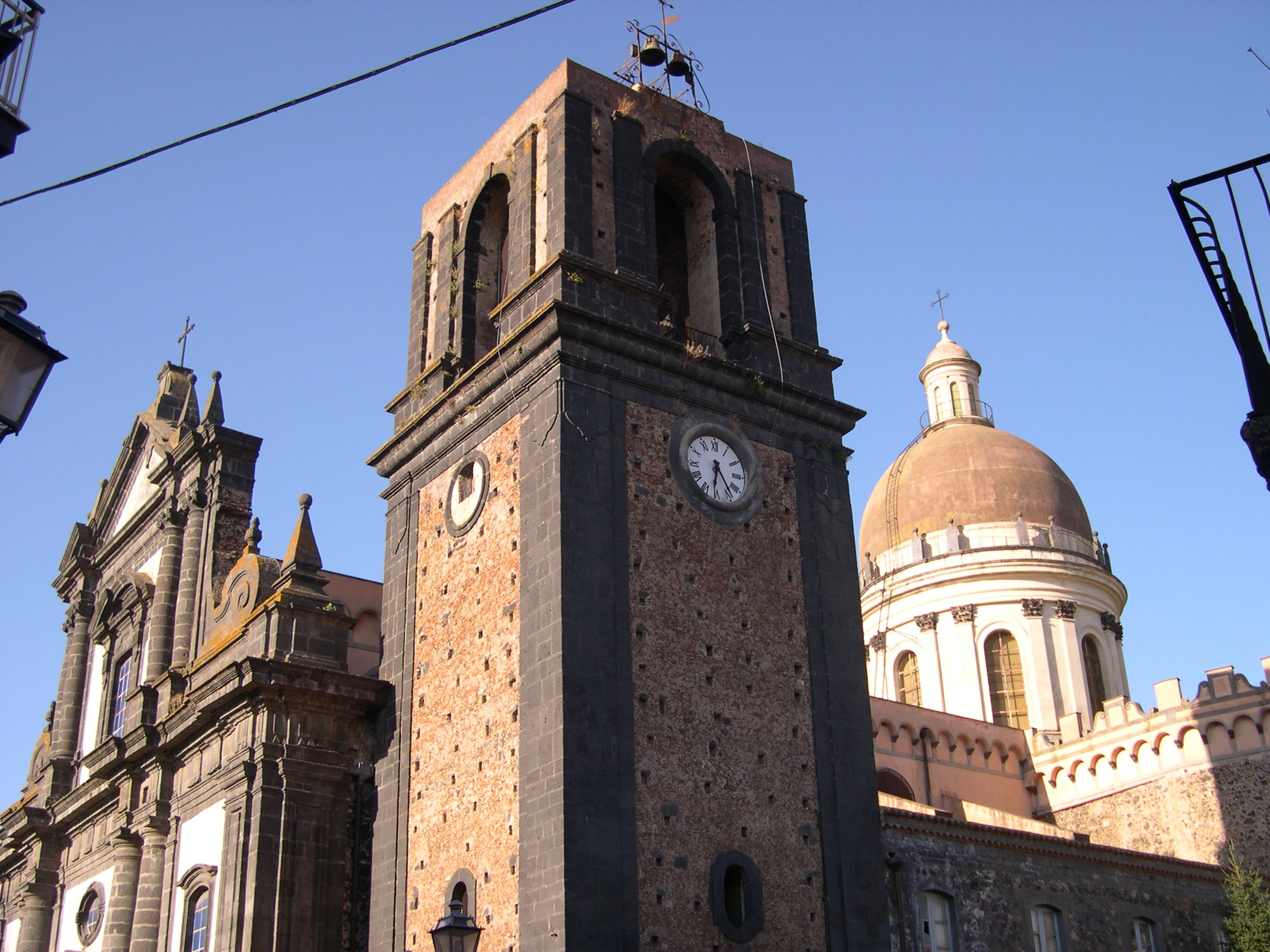
Chiesa di San Nicola
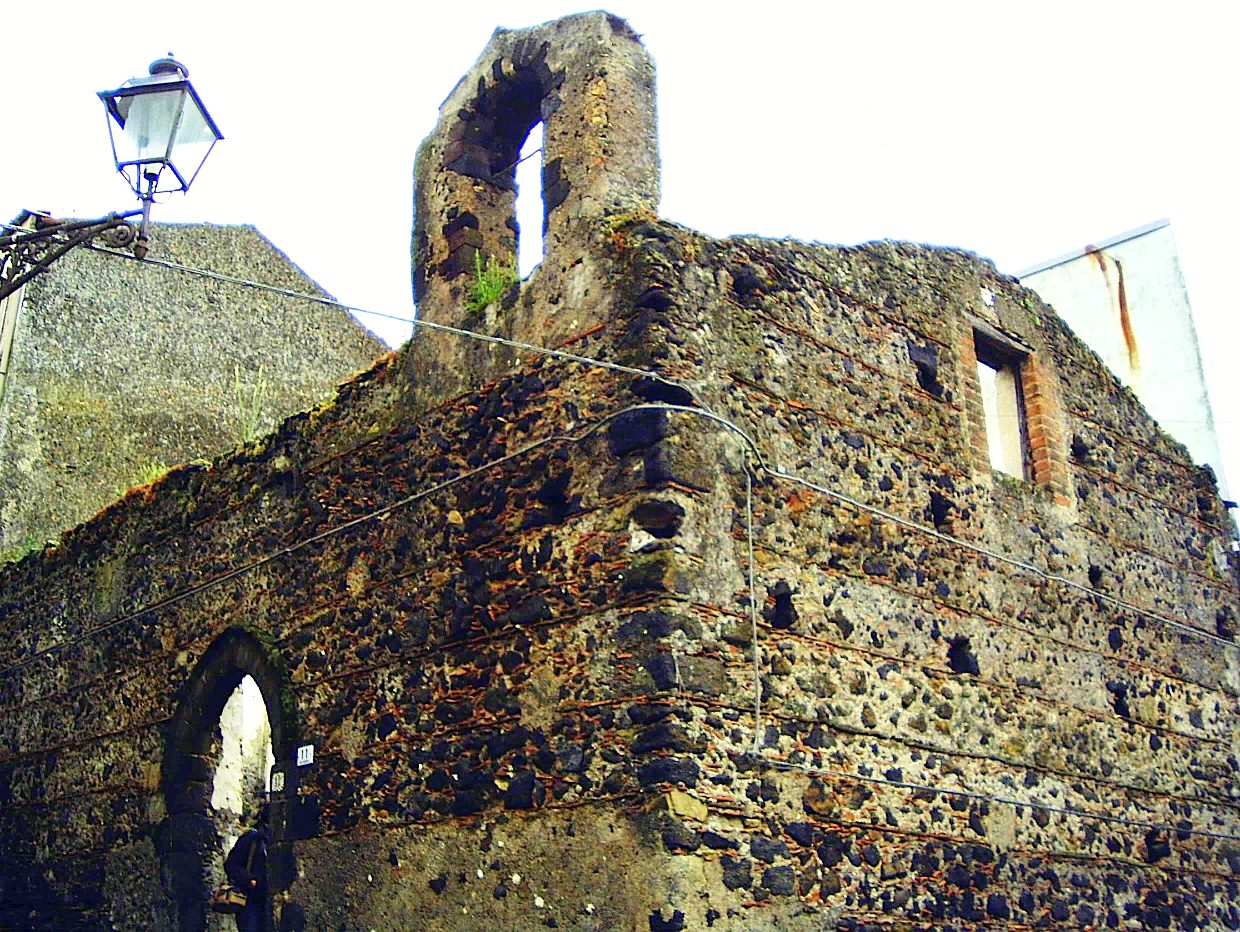
Chiesa di via dell'Agonia
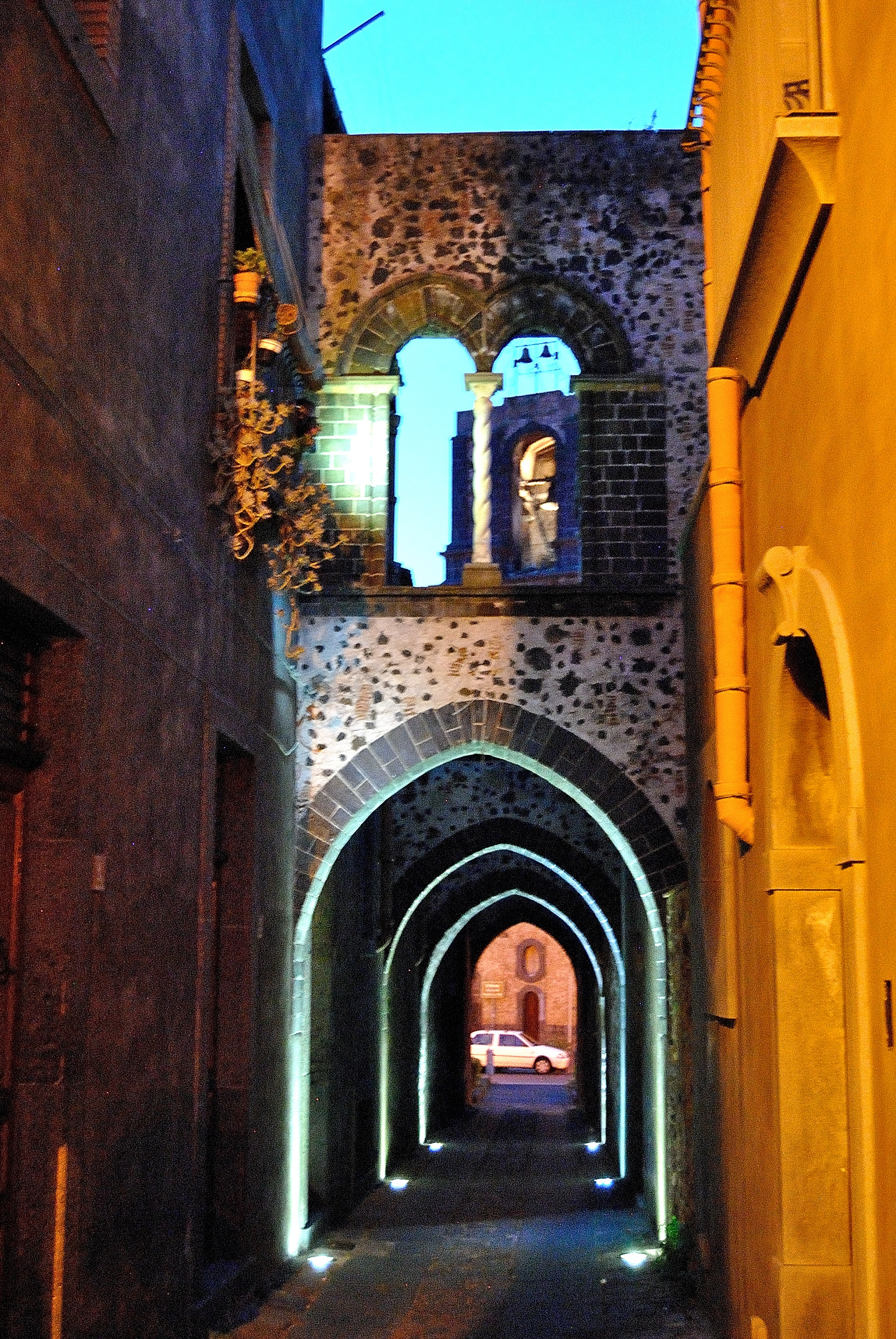
Via degli Archi

#### Monte dei Morti
Sul versante nord dell'Etna, nel comune di Randazzo e nella località Sciara del Follone, è presente una conformazione lavica conosciuta come "Monte dei Morti", che risale all'eruzione del 1612-1624 e la cui strana fisionomia ricorda quella di un accumulo di corpi umani. Oggi il "Monte dei Morti" è una meta apprezzata dagli escursionisti.

## Società

### Evoluzione demografica
Abitanti censiti

### Tradizioni e folclore

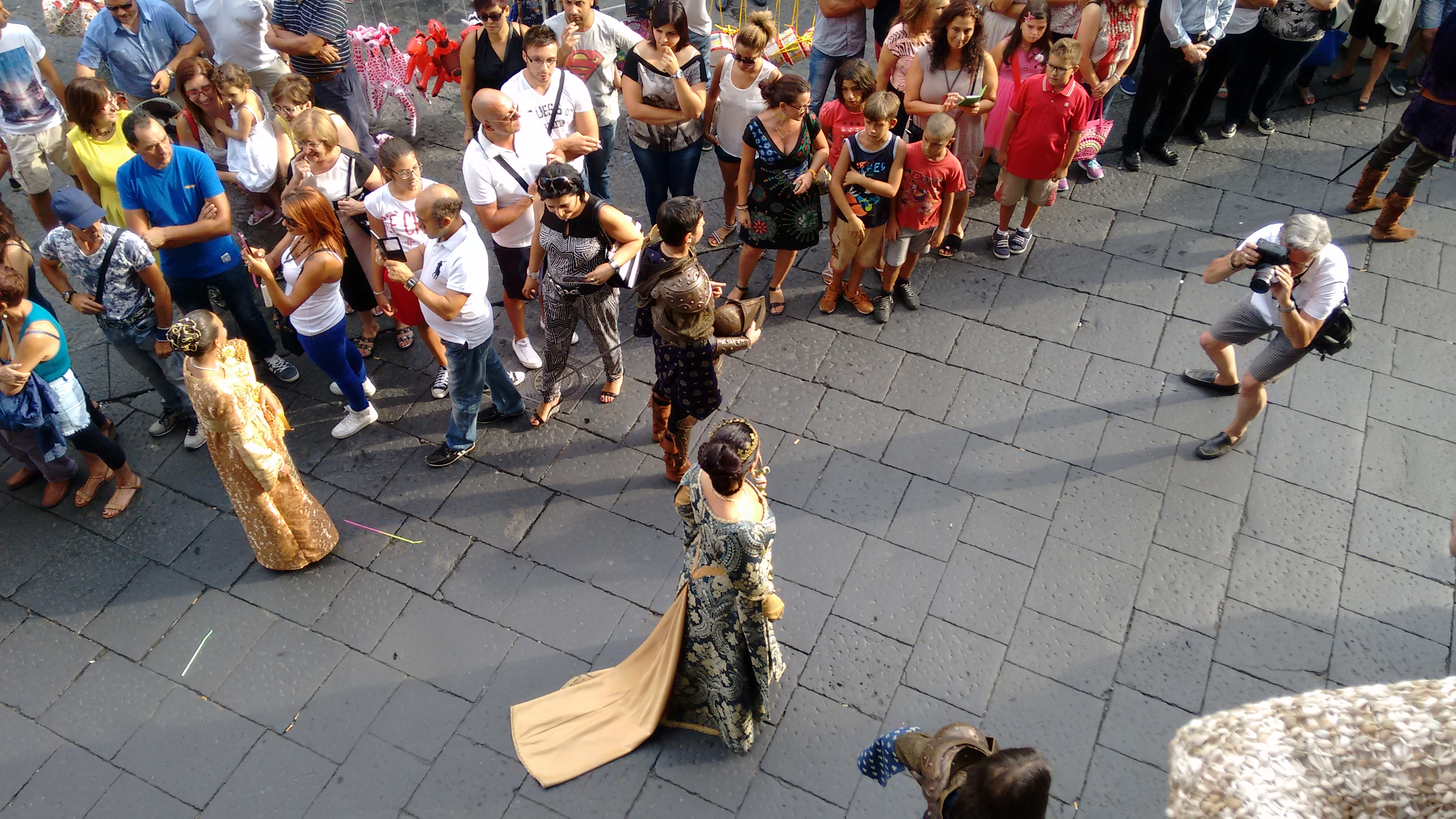
Selciato lavico durante la processione della Vara

Il 15 agosto si tiene la festa in onore di Maria SS. Assunta, patrona del paese. Nel primo pomeriggio, lungo la via Umberto, viene fatta sfilare "'a Vara" (dal latino vara, cavalletto, bastone forcuto a cui appendere le reti) un fercolo sagomato a forma di palo riccamente decorato, alto circa 18 metri e risalente al XVI secolo. Sulla Vara trovano posto circa trenta bambini che raffigurano i misteri della morte, dell'assunzione e dell'incoronazione della Vergine Maria.

## Infrastrutture e trasporti

### Strade
Randazzo è interessata dalle seguenti direttrici stradali:
- strada statale 120 dell'Etna e delle Madonie
- Strada Statale 116
- Strada Provinciale 230
- Strada Provinciale 89

### Ferrovie
Il comune è servito dalla Stazione di Randazzo (FCE), in posizione semiperiferica rispetto all'abitato; vicina, ma non collegata, alla dismessa Stazione di Randazzo (FS) della ferrovia Alcantara-Randazzo delle FS.

## Amministrazione
Di seguito è presentata una tabella relativa alle amministrazioni che si sono succedute in questo comune.
| Periodo          | Periodo          | Primo cittadino                                    | Partito                            | Carica              | Note   |
| ---------------- | ---------------- | -------------------------------------------------- | ---------------------------------- | ------------------- | ------ |
| 13 dicembre 1988 | 29 maggio 1990   | Salvatore Agati                                    | Democrazia Cristiana               | Sindaco             | [ 15 ] |
| 29 maggio 1990   | 16 novembre 1992 | Francesco Paolo Rubbino                            | Democrazia Cristiana               | Sindaco             | [ 15 ] |
| 23 novembre 1992 | 8 marzo 1993     | Giovanni Germanà                                   | Partito Democratico della Sinistra | Sindaco             | [ 15 ] |
| 21 aprile 1993   | 27 giugno 1994   | Francesco Lanza                                    | Partito Socialista Italiano        | Sindaco             | [ 15 ] |
| 27 giugno 1994   | 8 giugno 1998    | Angela Vecchio                                     | lista civica                       | Sindaca             | [ 15 ] |
| 8 giugno 1998    | 10 giugno 2003   | Ernesto Alfonso Del Campo                          | Forza Italia                       | Sindaco             | [ 15 ] |
| 10 giugno 2003   | 1º luglio 2008   | Salvatore Agati                                    | Movimento per l'Autonomia          | Sindaco             | [ 15 ] |
| 1º luglio 2008   | 12 giugno 2013   | Ernesto Alfonso Del Campo                          | Il Popolo della Libertà            | Sindaco             | [ 15 ] |
| 12 giugno 2013   | 10 giugno 2018   | Michele Mario Mangione                             | Partito Democratico                | Sindaco             | [ 15 ] |
| 13 giugno 2018   | 4 febbraio 2022  | Francesco Giovanni Emanuele Sgroi                  | lista civica                       | Sindaco             | [ 15 ] |
| 16 marzo 2022    | 13 giugno 2022   | Filippo Nasca                                      |                                    | Comm. straordinario | [ 15 ] |
| 13 giugno 2022   | 26 gennaio 2024  | Francesco Giovanni Emanuele Sgroi                  | lista civica                       | Sindaco             | [ 15 ] |
| 26 gennaio 2024  | in carica        | Alfonsa Caliò, Cosimo Gambadauro e Isabella Giusto |                                    | Comm.Straordinari   | [ 15 ] |

### Gemellaggi
- Monte Cerignone
- Brisbane[senza fonte]

## Sport
Hanno sede nel comune le società di calcio A.S.D. Randazzo 1968 e A.S.D. Città di Randazzo che hanno disputato campionati dilettantistici regionali.